# 秘境の地からやって来た!仰天ニッポン滞在記
『秘境の地からやって来た!仰天ニッポン滞在記』（ひきょうのちからやってきた!ぎょうてんニッポンたいざいき）は、テレビ東京系列の『日曜ビッグバラエティ』枠で不定期に放送されていたドキュメンタリー番組である。テレビ東京とnoscoの共同製作。

毎回各地の昔ながらの生活をしている村(秘境)の人々の文化を紹介、またそのうちの一家族を日本に招待し、日本の家族とホームステイをしながら様々な異文化体験・交流をする様子を追っていた。

## 放送日時
| 回数   | 放送日        | 日時               | 訪日した家族の出身国     |
| ------ | ------------- | ------------------ | ------------------------ |
| 第1回  | 2011年5月22日 | 日曜 19:54 - 21:48 | パプアニューギニア独立国 |
| 第2回  | 2012年1月29日 | 日曜 19:54 - 21:48 | ミクロネシア連邦         |
| 第3回  | 2012年9月2日  | 日曜 19:54 - 21:48 | ミクロネシア連邦         |
| 第4回  | 2013年2月24日 | 日曜 19:54 - 21:48 | パプアニューギニア独立国 |
| 第5回  | 2013年9月1日  | 日曜 19:54 - 21:48 | ブルキナファソ           |
| 第6回  | 2014年2月16日 | 日曜 19:54 - 21:48 | パプアニューギニア独立国 |
| 第7回  | 2014年8月24日 | 日曜 19:54 - 21:48 | バヌアツ共和国           |
| 第8回  | 2015年2月13日 | 日曜 19:54 - 21:48 | バヌアツ共和国           |
| 第9回  | 2015年8月30日 | 日曜 19:54 - 21:48 | バヌアツ共和国           |
| 第10回 | 2016年3月20日 | 日曜 19:54 - 21:48 | パプアニューギニア独立国 |
| 第11回 | 2016年8月28日 | 日曜 19:54 - 21:48 | インドネシア             |

## スタッフ

### 第4回
- ナレーション：バッキー木場
- 構成：兵藤潤
- CAM：江藤恭真
- VE：山下貴之
- 編集：佐藤良正
- MA：杉山正
- 音効：大島亮、岩永嘉彦
- リサーチ：スコープ
- 技術協力：J-CREW、テクノマックス、TSP
- 番宣：澁谷牧代（テレビ東京）
- デスク：吉田麻紀子（テレビ東京）
- AD：田島大輔
- ディレクター：井上陽二郎
- AP：橋本瑞枝
- プロデューサー：村上徹夫（テレビ東京）、本間謙二
- チーフプロデューサー：加藤正敏（テレビ東京）
- 制作：テレビ東京、nosco